# Charles J. Simmons
Charles James Simmons (* 1. September 1925; † 8. Mai 2014 in Williamsburg, Virginia) war ein Generalleutnant der United States Army. Er war unter anderem Kommandeur der 3. Panzerdivision.
Charles Simmons wuchs in Amarillo in Texas auf. Im Jahr 1946 absolvierte er die United States Military Academy in West Point. Nach seiner Graduation wurde er als Leutnant der Kavallerie (Panzer) zugeteilt. In der Armee durchlief er anschließend alle Offiziersränge vom Leutnant bis zum Drei-Sterne-General.
In seiner militärischen Laufbahn absolvierte er den für Offiziere in den jeweiligen Rangstufen üblichen Dienst in verschiedenen Einheiten und Standorten. Dazu gehörten auch Aufgaben als Stabsoffizier in verschiedenen Hauptquartieren. Im Jahr 1946 wurde er nach Österreich versetzt, wo er im Stab des dortigen amerikanischen Hochkommissars tätig war. Daran schloss sich ein Studium an der Columbia University in New York City an. Anschließend gehörte er für einige Zeit dem Lehrkörper der Militärakademie in West Point an.
In den Jahren 1958 bis 1960 war Simmons in Südkorea stationiert, ehe er bis 1963 erneut als Dozent an der Militärakademie wirkte. Nach zwischenzeitlichen anderen Verwendungen diente er in den Jahren 1966 und 1967 im Vietnamkrieg. Es folgte eine Versetzung nach Deutschland zur 3. Infanteriedivision. Dort war er zunächst Kommandeur einer Brigade und dann Stabsoffizier im Divisionshauptquartier. Daran schloss sich eine Versetzung zum Pentagon an, wo er als Stabsoffizier tätig war.
Im Juni 1975 übernahm Charles Simmons das Kommando über die 3. Panzerdivision, die in Deutschland ansässig war. Diese Aufgabe nahm er bis zum November 1977 wahr. Nach dem Ende dieses Kommandos wurde er nach Heidelberg zur United States Army Europe versetzt. Dort wurde er als Generalleutnant deren stellvertretender Kommandeur. Im Jahr 1978 schied er aus dem aktiven Militärdienst aus.
Der mit Joanne Swift verheiratete Offizier verbrachte seinen Lebensabend in Williamsburg in Virginia. Er starb am 8. Mai 2014 und wurde auf dem Nationalfriedhof Arlington beigesetzt.

## Orden und Auszeichnungen
Charles Simmons erhielt im Lauf seiner militärischen Laufbahn unter anderem die Army Distinguished Service Medal und den Orden Legion of Merit. 